# Князі Палій
Князі Палій (пол. Palej, рос. Палѣй) — княжий рід Російської імперії.
1915 року імператор Микола II пожалував колишній коханці та морганатичній дружині великого князя Павла Олександровича Ользі (графині фон Гогенфельзен) та її трьом дітям княжий титул з прізвищем Палѣй.

## Опис герба

герб Полота

Герб шляхетський Палій («Полота змінена»)
Герб Полота: У червоному полі звернена вліво рука, що тримає смолоскип і пронизана навскіс вправо стрілою. Щит увінчаний лицарським шоломом і короною.
У надшоломнику: дві вежі з прапорами. Намет на щиті червоний, підбитий сріблом.
Герб князів ПалійУ срібному щиті княжа шапка. На чорній облямівці вісім відірваних левових голів — чотири золотих, чотири срібних.
В золотому чолі щита чорний злітає державний орел з червленим щитком на грудях, в ньому вензель Миколи II. Герб прикрашений княжою мантією і увінчаний князівською короною. Герб роду князів Палій внесений в 20-у частину видання Загальний гербовник дворянських родів Російської імперії (с. 1).

## Представники роду

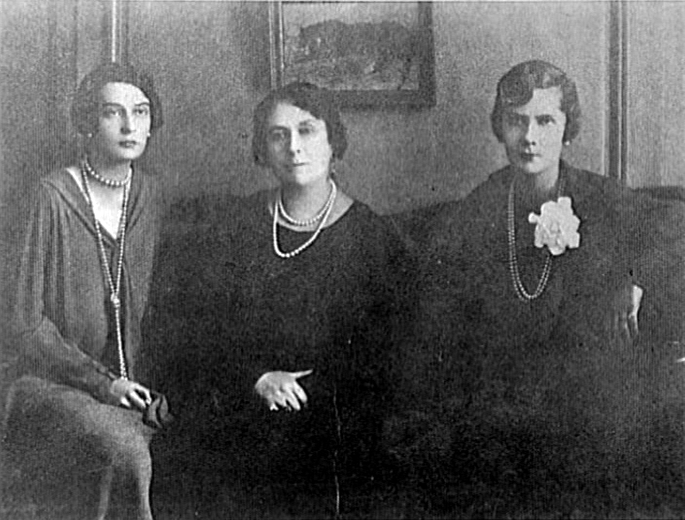
Ольга, Ірина й Наталі Палій, 1920-ті рр.

- Ольга Палій (1865—1929) — морганатична дружина великого князя Павла Олександровича — та їх діти:
  - князь Володимир Павлович Палій (1897—1918), поет. Вбитий більшвоиками поблизу Алапаївська.
  - княжна Ірина Павлівна Палій (1903—1990). Одружена (з 1920 року) з князем Федором Романовим.
  - княжна Наталі Палій (1905—1981), французька модель, актриса. Перший чоловік — Люсьєн Лелонг, другий — Джон Вільсон.